# 里卡多·羅西 (演員)
里卡多·羅西 （義大利語：Riccardo Rossi，1962年10月24日—）是義大利电影演员、配音演员以及广播电视主持人。

## 外部連結
- 里卡多·羅西在互联网电影资料库（IMDb）上的資料（英文）